# Restrepia purpurea
Restrepia purpurea är en orkidéart som beskrevs av Carlyle August Luer och Rodrigo Escobar. Restrepia purpurea ingår i släktet Restrepia och familjen orkidéer. Inga underarter finns listade i Catalogue of Life.